# François Schuiten
François Schuiten (Bruxelles, 26 aprile 1956) è un fumettista e scenografo belga.
Ha spesso lavorato in coppia con lo sceneggiatore ed esperto di fumetti Benoît Peeters.
Nel 2002 vince il Grand Prix de la ville d'Angoulême.
È noto, in particolare, per il ciclo di graphic novel Les cités obscures e per l'applicazione di una tecnologia digitale, la Realtà Aumentata, al fumetto (concretamente al suo graphic novel L'amata, 2012, ed. Alessandro; titolo originale La douce, Casterman, 2012)